# Detroit ZMC-2
Le ZMC-2 (Zeppelin Metal Clad d'une capacité de 200 000 pieds cubes) est le seul dirigeable à peau métallique exploité avec succès jamais construit. Construit à la Naval Air Station Grosse Ile (en) par la Aircraft Development Corporation of Detroit, le ZMC-2 a été exploité par l'US Navy à Lakehurst, New Jersey de 1929 jusqu'à sa mise au rebut en 1941. Pendant son séjour à Lakehurst, il a effectué 752 vols et enregistré 2 265 heures de vol?

## Développement
Le ZMC-2 a été construit à Grosse Ile, Michigan par Aircraft Development Corporation, une division de la Detroit Aircraft Corporation, sur un site partagé avec, puis acquis par la Naval Air Station Grosse Ile (en). Le ZMC-2 est une idée originale de Ralph Hazlett Upson (en), un aéronaute et ingénieur qui avait précédemment remporté la coupe Gordon Bennett pour les courses de ballon en Europe, remportant la coupe aux États-Unis pour la première fois. Upson s'est associé à Carl B. Fritsche de Detroit et ensemble, ils ont formé la Detroit Aircraft Corporation, avec le soutien d'Henry Ford et d'Edsel Ford, ainsi que de Charles Kettering de General Motors, d'Alex Dow, président de Detroit Edison (en) , et de William Bushnell Stout (en), un industriel local. Le chef de la conception de la coque était le jeune designer tchéco-américain Vladimir Pavlecka (en)[réf. à confirmer].
Le dirigeable a été construit dans un hangar spécial construit en 1925 pour la construction du ZMC-2, et extensible pour la construction de dirigeables blindés beaucoup plus grands que la société envisageait de produire plus tard. Le hangar mesurait 120 pieds (36,58 m) de haut, avec un plancher qui mesurait 120 par 180 pieds (37 par 55 m) . Il est resté la plus grande structure de la propriété de la Naval Air Station jusqu'en 1960, date à laquelle il a été démantelé et le toit réutilisé dans la construction d'un bowling à proximité de Trenton, Michigan.
Le ZMC-2 a été surnommé " Tin Bubble" et parfois aussi " tinship ". La peau n'était pas de l'étain mais de l'Alclad. Le dirigeable était à peu près en forme de larme et avait huit petits ailerons stabilisateurs, dont quatre avaient des gouvernes. Il était maintenu par plus de 3,5 millions de rivets, qui étaient appliqués par un dispositif innovant semblable à une machine à coudre qui produisait des coutures étanches à l'air.
Le ZMC-2 mesurait 52 pieds (16 m) de diamètre et 150 pieds (46 m) de long. La nacelle de contrôle mesurait 24 pieds (7,3 m) de long sur 6 pieds (1,8 m) de large. Elle  contenait trois réservoirs de carburant pour donner une autonomie maximale d'environ 600 milles (966 km). Le ZMC-2 était propulsé par deux moteurs Wright Whirlwind J5 de 200 chevaux impériaux (149 kW) chacun, porté sur des stabilisateurs et monté selon un agencement tracteur, plutôt que la disposition de pulsion habituellement utilisée sur les dirigeables. Au début, le train d'atterrissage était une boule d'acier creuse inhabituelle de la taille et de la forme d'un ballon de football américain, montée sur un trépied fixé à la cabine: pour créer une forme avec moins de traînée afin de garantir l'exigence de la Marine d'une vitesse maximale de 62 miles par heure (100 km/h) ; plus tard, après que le ZMC-2 aura facilement atteint cette vitesse, la balle sera remplacée par un pneu souple pivotant conventionnel.
L'équipage était composé d'un pilote, d'un copilote et d'un ingénieur de vol-navigateur, avec de la place pour un ou deux passagers supplémentaires.

## Assemblage
Le ZMC-2 a été construit à partir d'Alclad, une feuille d'aluminium résistante à la corrosion formée de couches de surface en aluminium de haute pureté liées métallurgiquement à un matériau de base en alliage d'aluminium à haute résistance. Le résultat était extrêmement résistant. L'inconvénient était que l'Alclad était plus épais que la tôle d'aluminium, ce qui rendait le navire plusieurs centaines de livres plus lourd que prévu à l'origine . L'aéronef était déjà en construction et plus de 20 pieds du nez ont été construits avec du duraluminum lorsque la décision a été prise de passer à l'Alclad. La raison du changement était que le duraluminum était très sensible à la corrosion, en particulier dans un environnement d'eau salée, le type exact d'environnement dans lequel un dirigeable de la Marine était amené à opérer. Le ZMC-2 a été le premier aéronef construit à partir d'Alclad aux États-Unis, et aucune expérience antérieure n'a pu être invoquée pour son utilisation.
Pour assembler le ZMC-2, une machine à riveter les peaux a été développée par Aviation Tool Co., une division de Detroit Aircraft Corporation. L'appareil a été inventé par Edward J. Hill, qui était venu travailler sur le ZMC-2 après avoir quitté la Naval Aircraft Factory à Philadelphie, en Pennsylvanie. La machine se composait d'une pièce moulée en aluminium, pesant environ 100 livres, et était soutenue par des ressorts à partir d'un cadre qui courait sur des rails circulaires concentriques fixés dans le sol du hangar. Il y avait deux ensembles de rails circulaires, un à chaque extrémité du bâtiment. Trois machines à riveter ont été fabriquées, une pour chaque ensemble de rails et une en réserve lorsque des réparations pourraient s'avérer nécessaires. La raison des deux ensembles de rails était que la coque était construite en deux sections, avant et arrière. Chaque extrémité partait d'une plaque circulaire suspendue au toit du hangar par un câble et libre de tourner alors qu'une large bande Alclad de 18 pouces (45,72 cm) était ajoutée. De cette manière, chaque extrémité de l'aéronef s'agrandissait lentement au fur et à mesure que des rangées successives étaient ajoutées, ressemblant d'abord à un œil de bœuf et plus tard à une énorme tasse de thé inversée. Une fois la coque démarrée, les deux sections ont été construites en continu, 24 heures sur 24, sept jours sur sept.
La machine à riveter alimentait trois petits fils d'aluminium à partir de grandes bobines pour faire une couture d'environ un quart de pouce de large composée de trois rivets, l'un au-dessus de l'autre en quinconce. En théorie, la machine pouvait coudre environ 50 pieds de couture en une heure, mais en pratique, la moyenne était d'environ 10 pieds ou plus. Les feuilles d'Alclad utilisées avaient une épaisseur de huit à neuf millièmes de pouce. Au fur et à mesure que chaque section de la coque grandissait, des anneaux annulaires internes ont été ajoutés à des distances appropriées pour donner de la rigidité et du renforcement à la peau de la coque. De plus, des canaux longitudinaux légers ont été ajoutés entre les anneaux circulaires, donnant à la structure interne l'apparence d'une énorme cage à oiseaux.
Le gaz d'hélium était contenu par la coque uniquement, aucun tissu n'était utilisé pour contenir l'hélium. À l'intérieur de la coque se trouvaient deux grandes cellules d'airbag, appelées ballonnets, en tissu caoutchouté et contenant de l'air. Ces cellules pourraient être dilatées ou contractées pour contrôler la pression lorsque l'hélium se dilatait ou se contractait avec le chauffage ou le refroidissement de l'atmosphère ou pour s'adapter aux changements de pression atmosphérique avec l'altitude, et pour contrôler l'assiette avant et arrière. En fonctionnement, le ZMC-2 était sensible aux effets de chauffage et de refroidissement du soleil, le faisant éclater et se déformer le soir si la pression des ventilateurs n'était pas appliquée. Au cours de sa durée de vie, le ZMC-2 s'est avéré avoir un taux de diffusion de gaz bien inférieur à celui des dirigeables à coque en tissu, ce qui signifie qu'un temps beaucoup plus long s'écoulerait avant qu'il ne soit nécessaire d'ajouter de l'hélium supplémentaire.
Alors que le dirigeable était presque terminé, une décision devait être prise sur la meilleure façon de le remplir d'hélium. Une fois les deux moitiés terminées, elles ont été suspendues horizontalement à des câbles attachés au plafond du hangar, et les deux moitiés ont été jointes avec un dernier ensemble de rivets. Étant donné que l'hélium se mélange librement avec l'air et qu'il est difficile de s'en séparer, il n'était pas pratique de pomper de l'hélium directement dans le dirigeable jusqu'à ce que l'air soit éliminé. Il a été décidé que le dirigeable serait d'abord rempli de dioxyde de carbone (CO2), un gaz lourd qui se mélange moins librement avec l'hélium et qui est plus facile à séparer de l'hélium. Une fois rempli de CO2, l'hélium pouvait être pompé sous pression à partir de vannes en haut de la chambre, forçant le CO2 à sortir par des vannes situées en bas, puis récupérant l'hélium qui s'y était mélangé. Quelques semaines seulement avant le début de cette procédure, un jeune ingénieur brillant remarqua qu'une fois rempli de CO2, le ZMC-2 pesait plusieurs milliers de livres de plus que lorsqu'il était rempli d'air. Le reste de l'assemblage du dirigeable a dû être reporté de plusieurs semaines pendant que des panneaux de renfort supplémentaires et des connecteurs plus solides étaient fixés afin de supporter le poids accru du dirigeable rempli de CO2 .

## Opérations

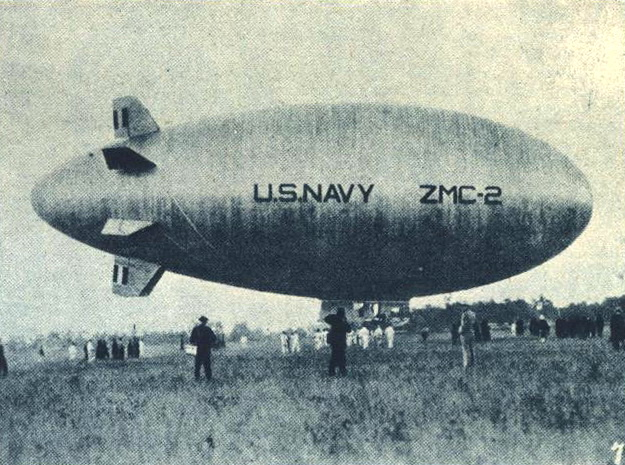
Le ZMC-2 en 1929.

Le dirigeable a été piloté pour la première fois le 19 août 1929 et transféré à Lakehurst, New Jersey en octobre 1929. Le dirigeable était surnommé « the Tin Blimp ». Son premier skipper de la Marine était Red Dugan, qui a exprimé sa réticence à exploiter le dirigeable, le jugeant dangereux. Les inquiétudes de Dugan se sont avérées fausses, bien qu'il ait ensuite perdu la vie dans le crash d'un autre dirigeable, le Akron.
Il a été considéré comme très réussi en tant que véhicule d'essai à petite échelle, mais l'entreprise qui l'a construit n'a pas bien résisté à la Grande Dépression, et au moment où un successeur aurait pu être construit, il y avait peu d'intérêt à le poursuivre. Dans l'année précédant la Dépression, l'armée américaine cherchait à financer un dirigeable basé sur le ZMC-2, qui aurait été plus grand que le Graf Zeppelin allemand, et propulsé par huit moteurs de 600–800 hp (450–600 kW; 610–810 PS). L'armée américaine prévoyait de l'utiliser comme appel d'offres pour les avions à lancement aérien, à l'instar des plans de la marine américaine pour les futurs dirigeables. Le fond de 4,5 millions de dollars pour la construction n'a jamais été approuvé par le Congrès.
Le ZMC-2 fonctionnait avec une pression interne nulle à des vitesses allant jusqu'à 20 miles par heure (32 km/h), suffisantes pour qu'il soit considéré comme un &éronef "rigide" . Avec son faible rapport de finesse (en) de 2,83, le ZMC-2 était difficile à piloter. En 1936, le dirigeable avait parcouru plus de 80 000 milles (128 747,52 km) avec peu de signes de corrosion. Au cours de sa vie, le ZMC-2 a enregistré 752 vols et 2265 heures de vol. Au cours de ses dernières années, son utilisation avait considérablement diminué. Entre décembre 1938 et avril 1941, il n'enregistra que cinq heures de vol.
Considéré par la Marine comme trop petit pour les patrouilles anti-sous-marines, le ZMC-2 vieillissant est mis hors service et ferraillé en 1941 après près de 12 ans de service.

## Spécifications (ZMC-2)
- Équipage : 2
- Capacité : 750 lb (340 kg) payload
- Longueur : 148 ft 11 in (45.4 m)
- Diamètre : 53 ft 2 in (16.2 m)
- Hauteur : 64 ft 6 in (19.66 m)
- Volume : 200,100 cu ft (5,667 m3)
- Ascenseur utile : 12,868 lb (5,837 kg)
- Motorisation : 2 × Wright J-5 Whirlwind 9-cyl. moteurs à pistons radiaux refroidis par air, 220 hp (160 kW) chacun

Performance
- Vitesse maximum : 70 mph (112 km/h, 60 kn)
- Autonomie : 675 mi (1,087 km, 587 nmi)

## ZMC-2 dans la culture populaire
Le ZMC-2 joue un rôle clé dans le roman de Clive Cussler Cyclope (1986) dans lequel il est fictivement sauvé de la mise au rebut et renommé Prosperteer.

## Remarques
- (en) Cet article est partiellement ou en totalité issu de l’article de Wikipédia en anglais intitulé « Detroit ZMC-2 » (voir la liste des auteurs).

1. 1 2 3 4 5 6 7 8 9 10 11 12 13 14 15 16 17 18 19 20 21 22 23 24 25 26 27 28  Morrow, Walker C. and Carl B. Fritsche. The Metalclad Airship ZMC-2. 1967.
2. ↑  The 1897 airship of David Schwarz was the first airship that was metal-skinned, although Schwarz's ship had an internal framework rather than a monocoque design.
3. 1 2  Outlaw 2004, p. 7
4. 1 2  Morrow and Fritsche 1987
5. ↑  « [Article] », The AOPA Pilot: Voice of General Aviation, AOPA (Aircraft Owners and Pilots Association), vol. 24, no 2,‎ 1981, p. 53 (lire en ligne, consulté le 17 janvier 2021)
6. ↑  Melton 1970
7. ↑  Sullivan 1988
8. ↑  Althoff 2003
9. 1 2 3  Morrow and Fritsche 1967, p. vi
10. ↑  Pace, Montgomery, and Zitarosa 2003
11. 1 2  Morrow and Fritsche 1967, p. v.
12. ↑  "Metal Covered Airship To Carry Twenty Tons" 1931, p. 552.
13. ↑  Van Treuren 2007, p. 90
14. ↑  Robinson, Douglas H. Giants in the Sky: A History of the Rigid Airship (Seattle: University of Washington Press, 1979), p. 225.
15. ↑  Vaeth 2005, p. 69